# 丑輝瑛
丑輝瑛（1923年12月24日—2017年1月），原籍陝西富平長春鄉丑家村，其父隻身遠赴青海經營皮毛出口生意，遂生於青海西寧。中華民國大陸時期及臺灣時期女畫家、音樂家，曾任中華民國立法委员、民俗艺术基金会董事长、诗书画家协会理事长等。民國37年（1948年）在青海省選區當選第一屆立法委員。

## 生平[1][2][3][4][5][6]
- 國立重慶音樂學院畢業
- 青海省立西寧中學教師
- 青海省立西寧女子師範學校教師
- 青海省婦女會理事長
- 中國國民黨青海省婦女運動委員會主任委員
- 青海省教育廳督學秘書
- 青海省臨時參議會參議員
- 青海省參議會參議員
- 青海省參議會駐會委員
- 立法院（第一屆）立法委員
- 中國音樂學會常務理事
- 行政院新聞局國樂, 民謠歌曲整理審查小組民謠組召集人
- 中華民國著作權人協會理事長
- 2017年初在加拿大病逝[7]